# André Amar

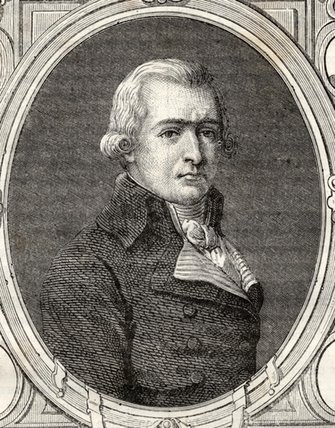
Jean-Baptiste André Amar

Jean-Baptiste André Amar (* 11. Mai 1755 in Grenoble (Département Isère); † 21. Dezember 1816 in Paris) war ein französischer Revolutionär.

## Leben
André Amar wurde als Sohn eines Vorstehers der Münze geboren. Nach dem Tod seines Vaters kaufte sich Amar das Amt eines Advokaten am Parlement in Grenoble und den Posten eines Rentmeisters der Provinz Dauphiné.
Im September 1792 wurde Amar von seinem Heimatdepartement Isère in den Nationalkonvent gewählt. Er bekannte sich zur Bergpartei, stimmte für die Hinrichtung Ludwigs XVI. und befürwortete den Einsatz eines Revolutionstribunals. Amar bekämpfte im Sommer 1793 die Gegner der Jakobinerdiktatur in Südfrankreich und wurde am 14. September 1793 in den Sicherheitsausschuss aufgenommen. Im Namen des Sicherheitsausschusses ließ er am 3. Oktober 1793 alle girondistischen Abgeordneten, die sich an der Föderalistenrevolte beteiligt hatten, anklagen. Außerdem war Amar maßgeblich verantwortlich für das im November 1793 ausgesprochene Verbot aller Frauenvereine.
Vom 5. April bis 20. April 1794 präsidierte Amar dem Nationalkonvent. Zu einem Zerwürfnis zwischen Amar und Robespierre kam es aufgrund der Bildung eines Polizeibüros im Mai 1794, das dem Wohlfahrtsausschuss direkt und nicht dem Sicherheitsausschuss unterstellt wurde. Des Weiteren lehnte der überzeugte Atheist Amar Robespierres Kult des höchsten Wesens als Ersatzreligion ab. Die persönlichen Differenzen mit Robespierre führten zu Amars Teilnahme an den Vorbereitungen zum Umsturz vom 9. Thermidor (27. Juli 1794).
Nach dem 9. Thermidor bejahte Amar das Fortführen der Schreckensherrschaft. Er zählte zu den linken Thermidorianern um Barère, Billaud-Varenne und Collot d’Herbois, die die Jakobinerherrschaft ohne Robespierre fortführen wollten. Nach dem fehlgeschlagenen Germinalaufstand (1. April 1795) wurde Amar bis zur Amnestie vom 26. Oktober 1795 inhaftiert. Amar gründete Anfang 1796 das nur kurze Zeit bestehende Komitee Amar und unterstützte die Verschwörung der Gleichen um Babeuf. Nach Babeufs Scheitern zählte auch André Amar zu den Angeklagten in Vendôme (Frühjahr 1797). Er wurde freigesprochen und aus Paris verbannt.
Amar betätigte sich nicht mehr politisch. Er wandte sich dem Mystizismus zu, übersetzte Swedenborg und verstarb am 21. Dezember 1816 in Paris.